# Proplatypygus succineus
Proplatypygus succineus is een fossiele vliegensoort uit de familie van de Mythicomyiidae, die voorkwam in het Eoceen en Oligoceen. De wetenschappelijke naam van de soort is voor het eerst geldig gepubliceerd in 1969 door Hennig.